# Walter Martin (cyclisme, 1936)
Pour les articles homonymes, voir Walter Martin.
Walter Martin, né le 26 septembre 1936 à Ostie et mort le 21 janvier 2020 à Turin, est un coureur cycliste italien. Professionnel de 1958 à 1964, il obtient plusieurs succès au cours de sa carrière, comme une victoire sur la classique Milan-Turin en 1961 ou une étape du Tour de Suisse l'année précédente.

## Palmarès
- 1959
  - 3e du Tour d'Émilie
  - 10e du Tour de Lombardie
- 1960
  - 3e étape du Tour de Suisse
  - Grand Prix Ceramisti
  - 2e du Grand Prix de Nice
- 1961
  - Milan-Turin
  - 3e du Tour de Romagne
  - 7e de Milan-San Remo
- 1962
  - 2e du Tour d'Émilie
- 1963
  - 2e du Tour du Latium
  - 2e du Grand Prix Cemab à Mirandola
  - 3e du championnat d'Italie sur route

## Résultats sur le Tour d'Italie
5 participations
- 1958 : 40e
- 1959 : 74e
- 1961 : abandon
- 1962 : abandon
- 1964 : 86e